# Джордж Монбіо
Джордж Джошуа Річард Монбіо (англ. George Joshua Richard Monbiot; нар. 27 січня 1963) — британський журналіст, автор книг, відомий своєю екологічною та політичною діяльністю. Живе в Уельсі, веде щотижневу колонку в «The Guardian», автор кількох книг. Засновник організації «The Land is Ours» («Земля належить нам»), мирними методами бореться за права на доступ громадян до ресурсів землі та на вільне пересування громадян по всій країні, включаючи приватні ліси, парки тощо. В січні 2010 року заснував сайт ArrestBlair.org, що пропонує винагороду людям за спробу мирного цивільного арешту колишнього британського прем'єр-міністра Тоні Блера за злочини проти людства і військову агресію.

## Біографія
Виріс у Південному Оксфордширі, у великому заміському будинку. Його батько, Раймонд Джеффрі Монбіо, був бізнесменом, який очолював форум Консервативної партії з торгівлі і промисловості, а мати Розалія була главою окружного муніципальної ради Південного Оксфордширу протягом десяти років. Монбіо здобув освіту в приватній школі в Бекінгемширі й виграв відкриту стипендію в коледжі Брейзнос, що в Оксфорді.
Після здобуття вищої освіти працював продюсером у підрозділі природної історії BBC, займався виробництвом екологічних програм, потім перейшов у міжнародний відділ на посаду ведучого і продюсера поточних новин. Пізніше звільнився, почав дослідницьку діяльність і написав першу книгу.
Монбіо подорожував по Індонезії, Бразилії та Східній Африці. Його дії призвели до того, що він був оголошений персоною нон грата в декількох країнах і заочно засуджений до довічного ув'язнення в Індонезії. Під час подорожей в нього стріляли, били солдати військової поліції, він пережив аварію корабля і впав у кому, ужалений шершнями. У Кенії пережив клінічну смерть, спровоковану церебральною малярією, потім повернувся працювати до Великої Британії.
Прожив багато років в Оксфорді, але в 2007 році переїхав з дружиною, також письменницею і активісткою, та донькою Ханною в «екологічний» будинок в Уельсі. Вони розлучилися незабаром після переїзду.

## Соціальна активність

### Зміна клімату
Монбіо вважає, що для перемоги над глобальним потеплінням потрібні радикальні заходи разом із сильною політичною волею. За його словами, зміна клімату — «моральний виклик 21-го століття», і є нагальна потреба вжити надзвичайних заходів, що, як він вірить, зупинять процес.

### Політичні партії
Був співзасновником партії «Respect», але порвав із нею, коли та виставила кандидатів проти партії «зелених» у 2004 році на виборах до Європейського парламенту. В інтерв'ю британському політичному блогу «Третій стан» у вересні 2009 Монбіо висловився на підтримку політики Plaid. У квітні 2010 він був серед тих, хто підписався під відкритим листом на підтримку ліберальних демократів, опублікованим у «Guardian».

## Публікації

### Книжки
- Poisoned Arrows: An investigative journey through the forbidden lands of West Papua (1989, Abacus)
- Amazon Watershed (1991, Abacus)
- Mahogany Is Murder: Mahogany Extraction from Indian Reserves in Brazil (1992)
- No Man's Land: An Investigative Journey Through Kenya and Tanzania (1994, Picador)
- Captive State: The Corporate Takeover of Britain (2000, Macmillan)
- Anti-capitalism: A Guide to the Movement (2001, Bookmarks)
- The Age of Consent (2003, Flamingo)
- Manifesto for a New World Order (2004, The New Press)
- Heat: How to Stop the Planet Burning (September 2006, Allen Lane)
- Bring on the Apocalypse: Six Arguments for Global Justice (March 2008, Atlantic Books)
- Feral: Searching for Enchantment on the Frontiers of Rewilding (May 2013, Penguin Books)
- How Did We Get into This Mess? Politics, Equality, Nature (London: Verso, 2016)
- Out of the Wreckage (London: Verso, 2017)

### Переклади українською
- Як завдяки Фукусімі я припинив хвилюватися та полюбив ядерну енергетику [Архівовано 8 березня 2021 у Wayback Machine.] // Спільне, 5 липня 2011.
- Ідеологія неолібералізму – корінь всіх наших проблем [Архівовано 31 грудня 2020 у Wayback Machine.] // Zbruč, 27.04.2016.
- Неолібералізм призводить до самотності. Це те, що розриває суспільство на частини // Політична критика, 6 лютого 2017.
- По-справжньому повернути собі контроль над життям: знизу вгору [Архівовано 10 квітня 2021 у Wayback Machine.] // Українська правда. Життя, 14 лютого 2017.
- Чому люди стають все товстішими? // НВ, 19 серпня 2018.
- Капіталізм вбиває планету — час перестати вкладатися в самознищення [Архівовано 21 листопада 2021 у Wayback Machine.] // Політична критика, 18 листопада 2021.